# Рибера-дель-Дуэро (комарка)
О винодельческом регионе см. Рибера-дель-Дуэро (винодельческий регион)

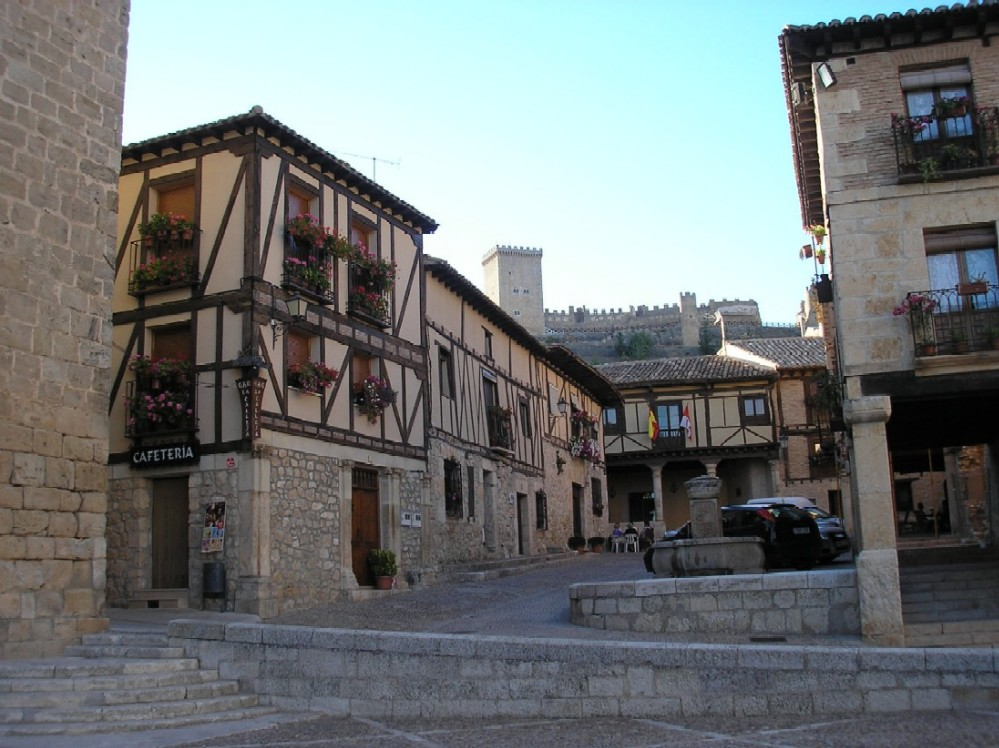
Пеньяранда-де-Дуэро

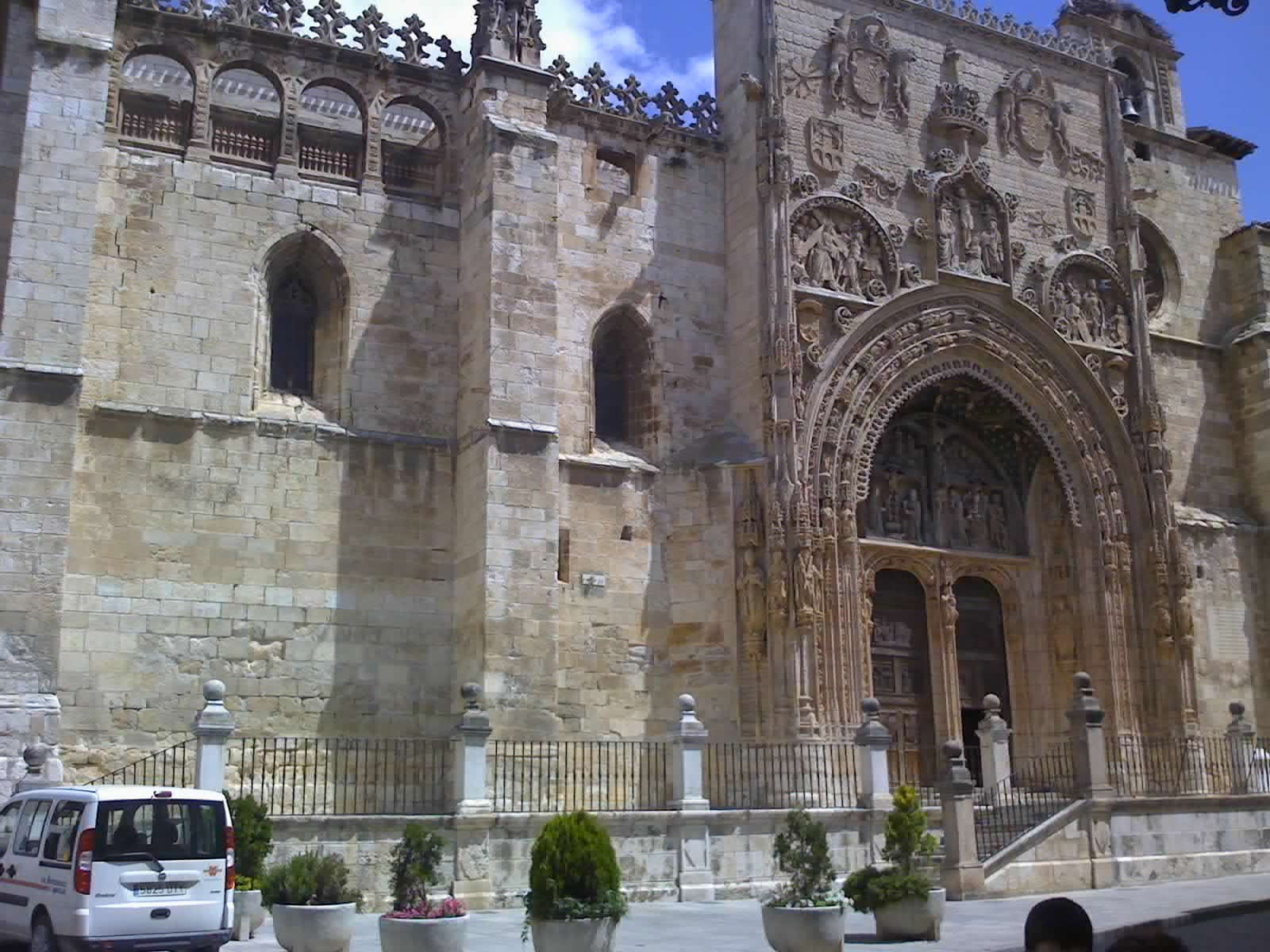
Церковь Св. Марии Царицы, Аранда-де-Дуэро

Рибера-дель-Дуэро (исп. Ribera del Duero) — район (комарка) в Испании, входит в провинцию Бургос в составе автономного сообщества Кастилия и Леон.
По территории комарки проходит восточный отрезок одноимённого винодельческого района. Среди других зон виноделия, расположенных вдоль реки Дуэро, Рибера-дель-Дуэро выделяется выраженным континентальным климатом с очень жарким летом (когда температура часто превышает 40°) и суровыми по местным меркам зимами (когда температура может опускаться ниже нуля). Специализируется на чёрном винограде Tinto Fino (местное название темпранильо). 

## Муниципалитеты
1. Аранда-де-Дуэро
2. Роа
3. Адрада-де-Аса
4. Ла-Агилера (Бургос)
5. Ангикс
6. Арандилья
7. Баабон-де-Эсгева
8. Баньос-де-Вальдеарадос
9. Берлангас-де-Роа
10. Боада-де-Роа
11. Кабаньес-де-Эсгева
12. Калеруэга
13. Кастрильо-де-ла-Вега
14. Коруния-дель-Конде
15. Фуэнтесен
16. Фуэнтельсеспед
17. Фуэнтелисендо
18. Фуэнтеспина
19. Фуэнтемолинос
20. Гумьель-де-Исан
21. Гумьель-де-Меркадо
22. Ла-Орра
23. Ойялес-де-Роа
24. Онтангас
25. Уэрта-де-Рей
26. Мамбрилья-де-Кастрехон
27. Милагрос
28. Морадильо-де-Роа
29. Нава-де-Роа
30. Ольмедильо-де-Роа
31. Окильяс
32. Педроса-де-Дуэро
33. Пеньяльба-де-Кастро
34. Пеньяранда-де-Дуэро
35. Пинильос-де-Эсгева
36. Кемада
37. Кинтана-дель-Пидио
38. Кинтанаманвирго
39. Сан-Хуан-дель-Монте
40. Сан-Мартин-де-Рубиалес
41. Сантибаньес-де-Эсгева
42. Секера-де-Аса
43. Сотильо-де-ла-Рибера
44. Террадильос-де-Эсгева
45. Торресандино
46. Тортолес-де-Эсгева
47. Тубилья-дель-Лаго
48. Вадокондес
49. Валькабадо-де-Роа
50. Вальдеанде
51. Ла-Вид-и-Барриос
52. Вильяэскуса-де-Роа
53. Вильяльба-де-Дуэро
54. Вильятуэльда
55. Вильовела-де-Эсгева
56. Сасуар